# 早川书房
早川书房（英語：Hayakawa Publishing, Inc.）是一家日本出版社。

## 历史
1945年由早川清创立，最初专注于与戏剧相关的出版物。1956年因出版《早川口袋之谜》荣获第二届江户川乱步奖。